# 宽苞糙苏
宽苞糙苏（学名：Phlomis umbrosa var. latibracteata）为唇形科糙苏属下的一个变种。